# 1438

## Události
- Byl zahájen církevní koncil ve Ferraře.
- Inkové porážejí nepřátelský stát Chanků.
- 7. července vyhlašuje francouzský král Karel VII. v Bourges Pragmatickou sankci, již se papežský vliv na francouzskou (galikánskou) církev výrazně omezil ve prospěch královské moci (tzv. národní církev).

### Probíhající události
- 1431–1445 – Basilejsko-ferrarsko-florentský koncil
- 1436–1449 – Lučchuan-pchingmienské války

## Narození
- 5. února – Filip II. Savojský, savojský vévoda († 7. listopadu 1497)
- ? – Sönam Čhoglang, druhý pančhenlama tibetské buddhistické školy Gelugpa († 1505)
- ? – Melozzo da Forlì, italský malíř († 8. listopadu 1494)
- 4. dubna — Ctibor Tovačovský z Cimburka, moravský šlechtic, od roku 1469 moravský zemský hejtman a v letech 1471 - 1479 nejvyšší kancléř Království českého († 26. června 1494)

## Úmrtí
- 8. ledna – Diviš Bořek z Miletínka, husitský polní hejtman (* ?)
- 2. července – Arnošt Bavorský, bavorsko-mnichovský vévoda (* 1373)
- 9. září – Eduard I., portugalský král (* 1391)
- Khädub Geleg Palzangpo, první pančhenlama tibetské buddhistické školy Gelugpa (* 1385)
- Vaněk Černohorský z Boskovic, moravský šlechtic a zemský hejtman (* ?)

## Hlavy států
- České království – Albrecht II. Habsburský
- Svatá říše římská – Albrecht II. Habsburský
- Papež – Evžen IV.
- Anglické království – Jindřich VI.
- Francouzské království – Karel VII. Vítězný
- Polské království – Vladislav III. Varnenčik
- Uherské království – Albrecht II. Habsburský
- Chorvatské království – Albrecht II. Habsburský
- Říše Inků – Pachacútec Yupanqui
- Byzantská říše – Jan VIII. Palaiologos